# Stippelbronzemannetje
Het stippelbronzemannetje (Mayrimunia leucosticta synoniem: Lonchura leucosticta) is een zangvogel uit de familie van de prachtvinken (Estrildidae).

## Verspreiding en leefgebied
Deze soort is endemisch in het zuidelijke deel van Midden-Nieuw-Guinea.